# Ortrun Enderlein
Ortrun Enderlein, po mężu Zöphel (ur. 1 grudnia 1943 w Trünzig) – enerdowska saneczkarka, mistrzyni olimpijska i świata.
Na igrzyskach startowała dwukrotnie. W 1964 zdobyła złoty medal. Na kolejnej imprezie, w 1968, również zajęła pierwsze miejsce, ale po zawodach, razem z koleżankami z reprezentacji Anną-Marią Müller i Angelą Knösel, została zdyskwalifikowana za nielegalne podgrzewanie przed startem płóz sanek. Na mistrzostwach świata zdobyła dwa medale, oba złote. Mistrzynią świata zostawała w latach 1965 i 1967.

## Osiągnięcia

### Igrzyska olimpijskie
| Rok  | Miejsce   | Jedynki |
| ---- | --------- | ------- |
| 1964 | Innsbruck | 1.      |
| 1968 | Grenoble  | DSQ     |